# Мунтторен
Мунтторен або Монетна вежа (нід. Munttoren або коротко Munt) — середньовічна вежа в столиці Нідерландів місті Амстердамі; одна з яскравих міських історико-архітектурних пам'яток, один із символів Амстердама.
Розташована на жвавій площі Мюнтплейн (Muntplein), де з'єднуються річка Амстел і канал Сінгел (Singel), поруч із Квітковим ринком та східною частиною торгової вулиці Кальверстрат (Kalverstraat).

## Історія
Вежа спочатку була частиною Регулірспорту (Regulierspoort), однією з головних брам у середньовічних міських мурах Амстердама. Брама, зведена в 1480—87 роках, складалася з двох веж і кордегардії.
Після того, як брама згоріла в пожежі 1618 року, тільки будинок охорони й частина західної вежі вистояли. Вежа була потім перебудована в стилі Амстердамського Ренесансу в 1619—20 роках, з восьмигранною верхньою частиною і елегантним відкритим шпилем, який спроектував Гендрік де Кейзер, зі встановленим міським годинником із чотирма циферблатами та карильйоном. 

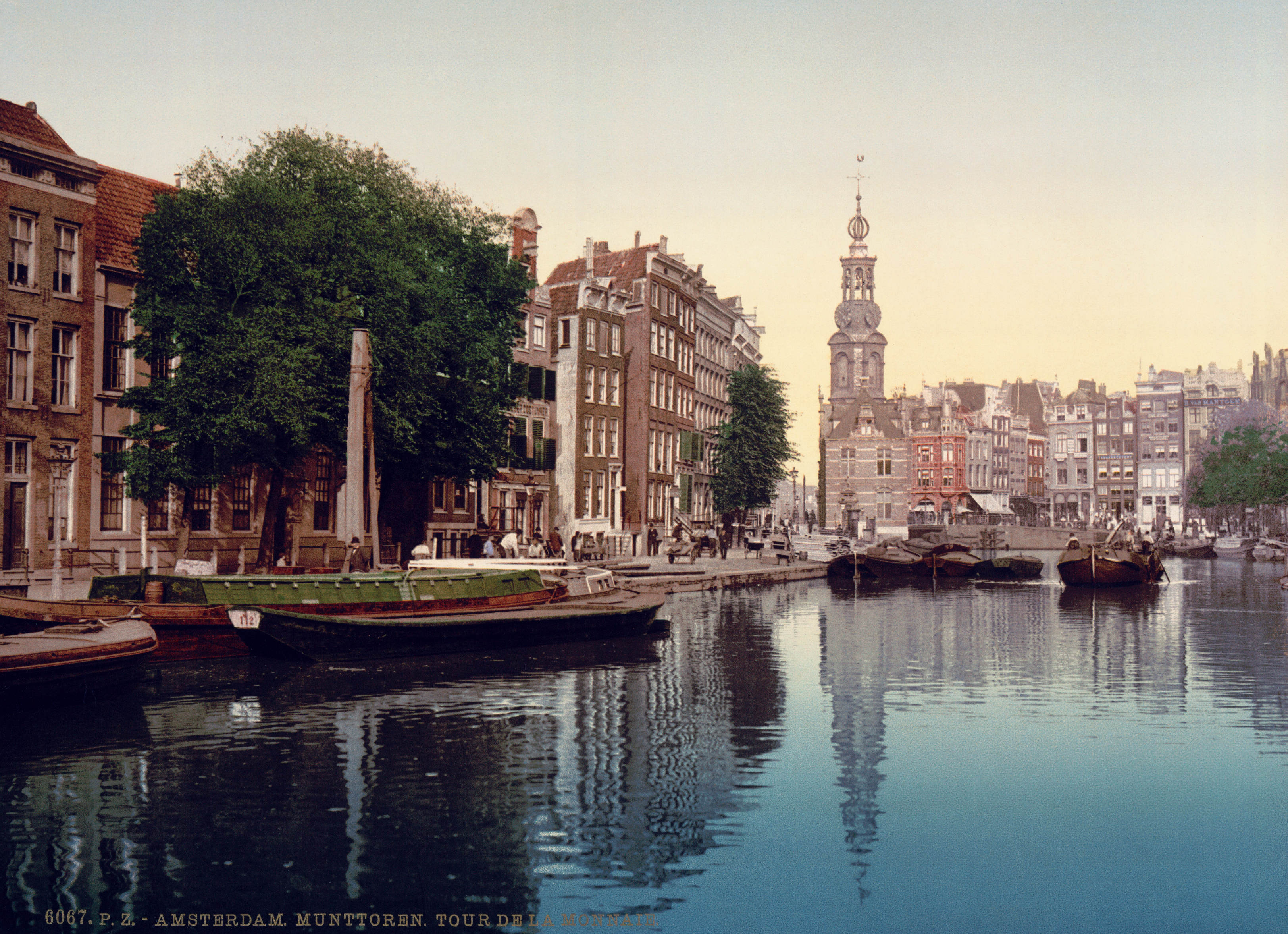
Вид на канал Сінгел і Монетну вежу (Мунтторен) на задньому тлі, бл. 1900

Назва вежі пов'язана з тим фактом, що в XVII столітті тут карбували монети. Це сталося в 1672 році — у рік нещасть і катаклізмів (Rampjaar), коли і Англія, і Франція оголосили війну молодій Нідерландській Республіці, й чужоземні війська зайняли більшу частину країни. Тоді срібло і золото більше не могло безпечно транспортуватися до Дордрехта та Енкгуйзена (Enkhuizen), де до того зазвичай карбувалися монети, тож у гаупвахті вежі Мунтторен тимчасово влаштували монетний двір.
Власне кордегардія Монетної вежі не є оригінальною середньовічною спорудою, а була перебудована в XIX столітті на тему історичного фантазування — оригінальний будинок охоронця, який пережив пожежу 1618 року практично без втрат, був замінений на новий будинок протягом 1885—87 років у стилі неоренесансу. Підземний вихід був доданий до будівлі під час реконструкції 1938—39 років.
У 2000-х роках фундамент Монетної вежі довелося зміцнювати, щоб запобігти провисанню будівлі під час будівництва нової станції амстердамського метрополітену Noord / Zuidlijn.
Зменшені копії Мунтторена виставлено в парках мініатюр — Мадуродам (Гаага) і Міні-Європа (Брюссель).

## Карильйон Мунтторена

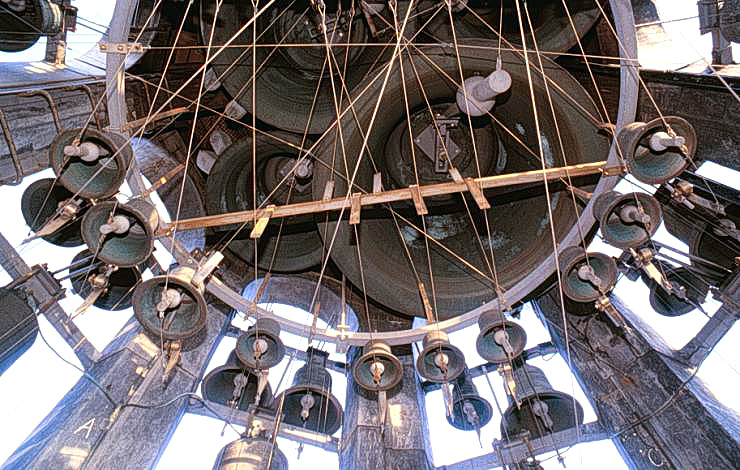
Карильйон Мунтторена

Карильйон амстердамської Монетної вежі був виготовлений у 1668 році Пітером Гемоні (Pieter Hemony), який додав до баштового годинника дзвони, що він і його брат Франсуа зробили раніше для вежі Амстердамської фондової біржі в 1651 році.
У 1873 році оригінальну клавіатуру з карильйона прибрали, замінивши її механічною. У 1960 році систему управління карильйоном переустановили. Деякі з оригінальних (майстра Гемоні) невеликих дзвонів були пошкоджені протягом багатьох років, тож їх замінили у 1959 і 1993 роках. Ці дзвони тепер виставлено в міському історичному музеї.
Нині карильйон амстердамської Монетної вежі складається з 38 дзвонів, тобто на 2 більше ніж коли його спорудили уперше. Механізм змушує бити дзвони щочверть години. По суботах, між 2-ю і 3-ю годинами дня, амстердамський міський карильйоніст Гідеон Бодден (Gideon Bodden) дає концерт на дзвонах.